# 納吉·艾哈邁德
納吉·艾哈邁德（Syed Najeeb Ahmed，1963年11月17日—1990年4月11日，又名Quaid e Talba(学生领袖)，是一名巴基斯坦左翼学生活动家，于1990年被谋杀。他是巴基斯坦人民黨的成員。
納吉阿末出生在卡拉奇的一个印裔巴基斯坦人（穆哈吉爾人）家庭，是卡拉奇的PSF(人民黨学生派)领导人，也是卡拉奇分部PSF的主席。他被称为PSF的“铁人”。
在卡拉奇大学，他与驻扎在该大学的警察发生了几次扭打。然后，他领导PSF与MQM的学生派别APMSO发生了多次冲突，然后被逮捕。納吉阿末自1986年以来一直在该大学领导PSF，到1988年，他已经成为该学生组织在卡拉奇的最高领导人。
在卡拉奇，他被普遍誉为学生领袖，并已成为巴基斯坦各地PSF积极分子勇敢的象征。
1990年4月6日，納吉阿末在北纳兹-马巴德地区被不明身份的人枪杀。几天后，他在医院去世。
由于暴力事件，1990年卡拉奇和信德省其他地区没有举行学生会选举。